# Nevada City Classic
La Nevada City Classic (anciennement nommée Tour of Nevada City; puis Father's Day Bicycle Classic) est une course cycliste américaine organisée sur une journée à Nevada City, en Californie. Disputée depuis 1961, elle est considérée comme l'une des plus anciennes et difficiles courses cyclistes disputées aux États-Unis. Elle se déroule généralement le jour de la fêtes des pères au mois de juin, et accueille des milliers de visiteurs au comté de Nevada. Alors que la première édition atteint 1500 spectateurs, l'épreuve monte jusqu'à un public de 15 000 personnes ces dernières années. Parrainée par la chambre de commerce de Nevada, la compétition comprend des épreuves de catégorie féminine, junior et master, en plus de l'épreuve élite masculine.

## Histoire
La Nevada City Classic est la plus grande et la plus ancienne compétition de vélo de la côte Ouest des États-Unis, ainsi que la deuxième plus ancienne course cycliste du pays. Elle est créée par Charlie Allert, originaire de Dresde en Allemagne et ancien coureur cycliste et lithographe, avant de s'installer à Nevada City.
Les deux premières éditions en 1961 et 1962 sont remportées par Bob Tetzlaff (en), un enseignant de Los Gatos. L'année suivante, c'est Bob Parsons, alors âgé de 18 ans, qui lui succède, avant de s'imposer lors des quatre éditions suivantes. Le triathlète et cycliste John Howard gagne l'épreuve en 1970. Greg LeMond, notamment triple vainqueur du Tour de France, est le vainqueur des trois éditions de 1979 à 1981, succès lui permettant d'être honoré lorsque le conseil de la ville de Nevada proclame le 11 août 1986 comme étant le "Greg LeMond Day". Todd Gogulski (en) (1986 et 1988), Scott Moninger (1994, 1997, 1999 et 2006), Alexi Grewal (1993), et Levi Leipheimer (1998) ont notamment bien figuré par le passé sur cette classique californienne. Après y avoir participé 19 ans plus tôt, Lance Armstrong s'impose sur l'édition 2009, avant de voir rayer son nom du palmarès à la suite de multiples infractions au Code mondial antidopage. Il s'agissait de sa première victoire depuis son retour en compétition en 2009, un mois avant son départ pour le Tour de France.

## Parcours
Disputée sur environ 90 minutes, elle comprend 40 tours sur un circuit tortueux et accidenté de 1,1 milles (soit 1,8 kilomètre). L'épreuve, pratiquement inchangée depuis sa création, est considérée comme le critérium d'un kilomètre le plus dur des États-Unis.

## Palmarès

### Élites Hommes
| Année | Vainqueur          | Deuxième           | Troisième             |
| ----- | ------------------ | ------------------ | --------------------- |
| 1961  | Bob Tetzlaff (en)  |                    |                       |
| 1962  | Bob Tetzlaff (en)  |                    |                       |
| 1963  | Bob Parsons        | Dave Capron        | Ian Mahon             |
| 1964  | Bob Parsons        | Tim Kelly          | Sharp                 |
| 1965  | Bob Parsons        | Dave Brink (en)    | Ward Thompson         |
| 1966  | Bob Parsons        |                    |                       |
| 1967  | Bob Parsons        | Dave Brink (en)    | Dan Butler (en)       |
| 1968  | Dave Brink (en)    | John Allis (en)    | Dan Butler (en)       |
| 1969  | Bill Wild          |                    |                       |
| 1970  | John Howard        |                    |                       |
| 1971  | Fred Fisk          | Geoffrey Conley    | Richard Baronna       |
| 1972  | Dave Walters       | Don Davis          | Harry Morton          |
| 1973  | Keith Vierra       | Gary Fisher        | Steve Lundgren        |
| 1974  | Ed Parrot          | Bill Wild          |                       |
| 1975  | Bill Wild          | Don Davis          |                       |
| 1976  | Mark Pringle       | Larry Malone       | Tim Kelly             |
| 1977  | Rick Baldwin       | Bob Cook           | Larry Shields         |
| 1978  | Bob Cook           | Kent Bostick (en)  | Ron Miller            |
| 1979  | Greg LeMond        | William Watkins    |                       |
| 1980  | Greg LeMond        | Toby Power         | Keith Vierra          |
| 1981  | Greg LeMond        | Greg Demgen        | Wayne Stetina         |
| 1982  | Toby Power         | Jeff Pierce        | Glenn Sanders         |
| 1983  | Dale Stetina       |                    |                       |
| 1984  | Greg Demgen        |                    |                       |
| 1985  | Jeff Pierce        |                    |                       |
| 1986  | Todd Gogulski (en) |                    |                       |
| 1987  | Gervais Rioux      |                    |                       |
| 1988  | Todd Gogulski (en) |                    |                       |
| 1989  | Mark Caldwell      |                    |                       |
| 1990  | Nate Reiss         | Scott Moninger     | Bart Bowen            |
| 1991  | Chris Huber        |                    |                       |
| 1992  | Michael Engleman   | Scott Moninger     | Wayne Morgan (en)     |
| 1993  | Alexi Grewal       |                    |                       |
| 1994  | Scott Moninger     | Michael Engleman   | Bobby Julich          |
| 1995  | Michael Engleman   | Tyler Hamilton     | Nate Reiss            |
| 1996  | Chad Gerlach (en)  | Thurlow Rogers     | Scott Moninger        |
| 1997  | Scott Moninger     | Chris Horner       | Chad Gerlach (en)     |
| 1998  | Michael Engleman   | Levi Leipheimer    | David Clinger         |
| 1999  | Scott Moninger     | David Clinger      | Chad Gerlach (en)     |
| 2000  | John Peters        | Trent Klasna       | Frank McCormack       |
| 2001  | Ernesto Lechuga    |                    |                       |
| 2002  | Antonio Cruz       |                    |                       |
| 2003  | Eric Wohlberg      | James Mattis       | Justin England        |
| 2004  | Justin England     | Antonio Cruz       | Philip Zajicek        |
| 2005  | Burke Swindlehurst | Andrew Bajadali    | Alex Candelario       |
| 2006  | Scott Moninger     | Gordon McCauley    | Antonio Cruz          |
| 2007  | Darren Lill        | Scott Moninger     | Antonio Cruz          |
| 2008  | Justin England     | Scott Nydam        | Graham Howard         |
| 2009, | Lance Armstrong    | Ben Jacques-Maynes | Levi Leipheimer       |
| 2010  | Ian Boswell        | Paul Mach          | Zachary Davies        |
| 2011  | Ian Boswell        | Evan Huffman       | Nathaniel English     |
| 2012  | Stephen Leece      | Nathaniel English  | Chuck Hutcheson       |
| 2013  | Stephen Leece      | Roman Kilun        | Jon Hornbeck          |
| 2014  | Walton Brush       | Torey Philipp      | Chris Harland-Dunaway |
| 2015  | Nathaniel English  | Max Jenkins        | Colin Daw             |
| 2016  | Jason Saltzman     | Cameron Bronstein  | Chris Riekert         |
| 2017  | Chris Riekert      | Cameron Bronstein  | Torey Philipp         |
| 2018  | Chris Riekert      | Aria Kiani         | Robert Skinner        |
| 2019  | Gavin Murray       | William Myers      | Ford Murphy           |
| 2020  | annulé             |                    |                       |

### Élites Femmes
| Année | Vainqueur          | Deuxième             | Troisième           |
| ----- | ------------------ | -------------------- | ------------------- |
| 1978  | Heidi Hopkins      |                      |                     |
| 1979  | Heidi Hopkins      |                      |                     |
| 1980  | Cindy Olivarri     |                      |                     |
| 1981  | Cindy Olivarri     |                      |                     |
| 1982  | pas de course      |                      |                     |
| 1983  | Charlene Nicholson |                      |                     |
| 1984  | Cindy Olivarri     |                      |                     |
| 1985  | Inga Thompson      |                      |                     |
| 1986  | Rebecca Twigg      |                      |                     |
| 1987  | Chris Paragary     |                      |                     |
| 1988  | Katrin Tobin       |                      |                     |
| 1989  | Inga Thompson      |                      |                     |
| 1990  | Katrin Tobin       |                      |                     |
| 1991  | Sally Zack         |                      |                     |
| 1992  | Suzie Forsyth      | Michelle Blain       | Jacquie Phelan (en) |
| 1993  | Shari Kain         | Jacquie Phelan (en)  | Julie Young         |
| 1994  | Shari Kain         | Linda Jackson        | Susy Pryde          |
| 1995  | Stace Cooper       | Ellen Krimmel        | Belinda Heerwagen   |
| 1996  | Laura Mullen       |                      |                     |
| 1997  | Julie Hudetz       | Cynthia Mommsen      | Helena Drumm        |
| 1998  | Joan Wilson        |                      |                     |
| 1999  | Karen Kurreck      | Julie Hanson         | Caren Spore         |
| 2000  | Belem Guerrero     | Julie Young          | Susy Pryde          |
| 2001  | Cynthia Mommsen    |                      |                     |
| 2002  | ?                  |                      |                     |
| 2003  | Eryn Hanna         | Jane Despas          | Cynthia Mommsen     |
| 2004  | Cindy Carroll      |                      |                     |
| 2005  | Barbara Howe       | Cynthia Mommsen      | Taitt Sato          |
| 2006  | Helene Drumm       | Kimberly Anderson    | Amber Rais (en)     |
| 2007  | Shelley Olds       |                      |                     |
| 2008  | Sarah Bamberger    | Betina Hold          | Ally Stacher        |
| 2009  | Shelley Olds       | Brooke Miller        | Kateřina Nash       |
| 2010  | Kateřina Nash      | Megan Guarnier       | Kendall Ryan        |
| 2011  | Kateřina Nash      | Emily Kachorek       | Susannah Breen      |
| 2012  | Kateřina Nash      | Flávia Oliveira      | Amy Thornquist      |
| 2013  | Elle Anderson      | Joanna Bechtel       | Cristina Hughes     |
| 2014  | Katie Hall         | Kathryn Donovan (en) | Alison Starnes      |
| 2015  | Shelley Evans      | Chloé Dygert         | Liza Rachetto (en)  |
| 2016  | Diane Moug         | Sara Enders          | Amy Cameron         |
| 2017  | Amy Cameron        | Megan Ruble          | Melanie Wong (en)   |
| 2018  | Lisa Cordova       | Amity Gregg          | Ellie Velez         |
| 2019  | Ellie Velez        | Jennifer Tafoya      | Megan Brinkmeyer    |
| 2020  | annulé             |                      |                     |

### Juniors Hommes
| Année     | Vainqueur            | Deuxième           | Troisième        |
| --------- | -------------------- | ------------------ | ---------------- |
| 1961      | Phil Harris          |                    |                  |
| 1962      | Buck Demars          |                    |                  |
| 1963      | Terry Peterson       |                    |                  |
| 1964      | Dave Brink (en)      |                    |                  |
| 1965      | Nick Zeller          |                    |                  |
| 1966      | Nick Zeller          |                    |                  |
| 1967      | Erik Hurliman        |                    |                  |
| 1968      | Jose Padilla         |                    |                  |
| 1969      | Tracey Wakefield     |                    |                  |
| 1970      | Dan Brown            |                    |                  |
| 1971      | Dan Brown            |                    |                  |
| 1972      | Keith Vierra         |                    |                  |
| 1973      | Tom Ritchey          |                    |                  |
| 1974      | Ken Anderson         |                    |                  |
| 1975      | Thomas Frefe         |                    |                  |
| 1976      | Clark Natwick (en)   |                    |                  |
| 1977      | Tom Hill             |                    |                  |
| 1978      | Dave Wilson          |                    |                  |
| 1979      | Gavin Chilcott       |                    |                  |
| 1980      | Gavin Chilcott       |                    |                  |
| 1981      | Matt Smith           |                    |                  |
| 1982      | Craig Schommer (en)  |                    |                  |
| 1983      | Sean Wilson          |                    |                  |
| 1984      | David Farmer         |                    |                  |
| 1985      | Steve Spielman       |                    |                  |
| 1986      | Matt Hamon (en)      |                    |                  |
| 1987      | Daryl Price          |                    |                  |
| 1988      | Steve Larsen         |                    |                  |
| 1989      | Keith White          |                    |                  |
| 1990      | Chad Gerlach (en)    | Jonathan Vaughters | Tim Cox          |
| 1991      | AJ Kennedy           |                    |                  |
| 1992      | Justin Morgan        |                    |                  |
| 1993      | Dave Weinman         | Camilo Salazar     | Richard Steel    |
| 1994      | Miguel Ángel Meza    | Cory Dominguez     | Brad Boca        |
| 1995      | Miguel Ángel Meza    | Cameron Hoffman    | Seth Angevine    |
| 1996      | Cameron Hoffman      |                    |                  |
| 1997      | Michael Creed        | Joshua Goodwin     | James Lillard    |
| 1998      | ?                    |                    |                  |
| 1999      | Devon Hoff-Weeks     |                    |                  |
| 2000      | Rahsaan Bahati       |                    |                  |
| 2001-2002 | ?                    |                    |                  |
| 2003      | Steven Cozza         | Nathan Miller      | Adam Switters    |
| 2004      | Eric Riggs           |                    |                  |
| 2005      | Eric Riggs           |                    |                  |
| 2006      | Micah Herman         |                    |                  |
| 2007      | Bruce Hoffman        |                    |                  |
| 2008      | Bryan Larsen         |                    |                  |
| 2009      | Ian Boswell          |                    |                  |
| 2010      |                      |                    |                  |
| 2011      | Tobin Ortenblad      | Chris Flanagan     | Garrett Hankins  |
| 2012      | ?                    |                    |                  |
| 2013      | Neilson Powless      | Owen Gillott       | Alec Seivert     |
| 2014      | Connor Ellison       | Ryan Clarke        | Nathan Barton    |
| 2015      | Jonathan Christensen | Rupert Cox         | Andrew Levitt    |
| 2016      | Drew Levitt          | Ethan Frankel      | Finn Cunningham  |
| 2017      | Parker Rous          | Gianni Lamperti    | Hans Poulsen     |
| 2018      | Aidan McNeil         | Hunter Wilson      | Creighton Gruber |